# Fontaine-Raoul
Fontaine-Raoul is een gemeente in het Franse departement Loir-et-Cher (regio Centre-Val de Loire) en telt 197 inwoners (1999). De plaats maakt deel uit van het arrondissement Vendôme.

## Geografie
De oppervlakte van Fontaine-Raoul bedraagt 22,3 km², de bevolkingsdichtheid is 8,8 inwoners per km².
De onderstaande kaart toont de ligging van Fontaine-Raoul met de belangrijkste infrastructuur en aangrenzende gemeenten.

## Demografie
Onderstaande figuur toont het verloop van het inwonertal (bron: INSEE-tellingen).